# Sobralia semperflorens
Sobralia semperflorens là một loài thực vật có hoa trong họ Lan. Loài này được Kraenzl. miêu tả khoa học đầu tiên năm 1915.